# 東広島市消防局
東広島市消防局（ひがしひろしまししょうぼうきょく）は、広島県東広島市の消防部局（消防本部）。

## 概要
東広島市に加え、竹原市や豊田郡大崎上島町が管轄。管内人口は約22万人である。2005年（平成17年）2月の市町村合併により誕生し、2009年（平成21年）4月には竹原市と豊田郡大崎上島町の消防業務を受託した。管内は全体的に比較的温和な気候である。職員定数は301人で、実人数は291人である。

## 沿革

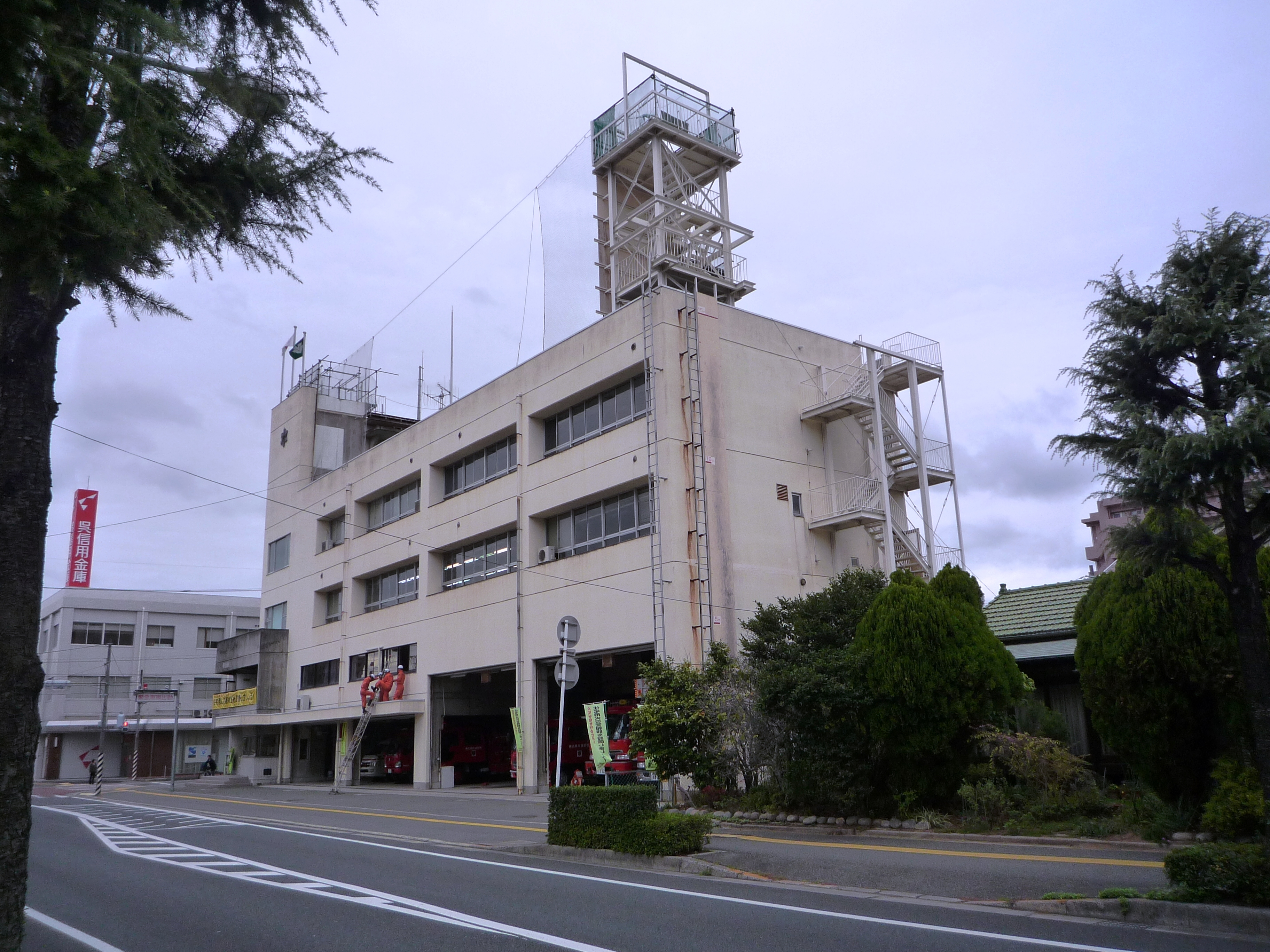
旧庁舎

- 2005年（平成17年）2月7日 東広島市における市町村合併に伴い、賀茂広域消防本部から、東広島市消防局となる。
- 2005年（平成17年）3月22日 - 賀茂郡大和町が三原市（初代）・豊田郡本郷町・御調郡久井町と対等合併し、三原市（2代目）へ移行したため、三原市消防本部に移管。
- 2009年（平成21年）4月1日 - 竹原広域行政組合が担当していた東広島市安芸津町・竹原市・豊田郡大崎上島町の消防業務を受託。
- 2011年（平成23年）12月26日 - 新庁舎完成に伴い、本部を西条上市町から西条町助実（御薗宇バイパス（国道375号）沿線）に移転。新庁舎での運用は23日より開始している。
- 2016年（平成28年）3月17日 - 山陽自動車道で八本松トンネル火災事故が発生[3]。
- 2016年（平成28年）4月1日 - 新安芸津分署完成に伴い、安芸津町三津の三津保育所前から県道安芸津下三永線沿（安芸津バイパス交差点近く）に移転。
- 2020年（令和2年）4月1日 - 県内初となる大型化学水槽車（化学II型 水8,000リットル搭載）を東広島消防署に配備。
- 2020年10月1日 - 高機能消防指令センターの運用開始。
- 2021年（令和3年）4月1日 - 県内初となる3軸大型救助工作車（III型）を東広島消防署に配備[4]。同日、特別救助隊から高度救助隊へ名称変更。
  - 同日、東広島消防署にHEART（Higashihiroshima Emergency Advanced Rescue Team）発隊。福山(2007年)・呉(2020年)に続き、3隊目の高度救助隊の発隊となる。
- 2023年（令和5年）4月1日 - 高屋分署の新庁舎での運用が開始[2]。
  - 同日、東広島市救急業務システムが運用を開始[2]。
- 2024年（令和6年）4月1日 - 警防課に救急対策室が設置される[2]。

## 組織
| 消防署         | 住所                        | 分署・部署 |
| -------------- | --------------------------- | --- |
| 消防本部       | 東広島市西条町助実1173番地1 | 消防総務課、警防課、警防課救急対策室、予防課、指令課 |
| 東広島消防署   | 東広島市西条町助実1173番地1 | 西分署：東広島市八本松西5丁目1番6号 高屋分署：高屋うめの辺3-19 南分署：黒瀬町大多田1496-6 北分署：豊栄町乃美1118-3 東分署：河内町入野2076-1 安芸津分署：安芸津町三津4711番地1 |
| 竹原消防署     | 竹原市中央4丁目13-1         | 忠海分署：竹原市忠海中町2丁目25-1 |
| 大崎上島消防署 | 豊田郡大崎上島町東野4152-1  | なし |

## 主力機械
- 主力機械（2024年4月1日現在）
  - 普通消防ポンプ自動車：9台
    - 管内各署に配備

  - 水槽付消防ポンプ自動車(タンク車)：11台
    - 1.5t 水槽付4台　0.8t 水槽付4台　0.6t水槽付3台　
    - 忠海分署以外の各署へ配備

  - 小型動力ポンプ付積載自動車:1台
    - 安芸津分署 配備

  - 13mブーム付多目的消防ポンプ自動車∶1台[6]
    - 西分署 配備

  - はしご付消防自動車：2台
    - 東広島消防署(35m)、竹原消防署(∑25m) 配備

  - 化学消防自動車：3台
    - 東広島消防署(II型)、竹原消防署(I型)、大崎上島消防署(Ⅰ型) 配備

  - 高規格救急自動車：21台（内3台は非常用車）
    - 管内各署に配備　管内の救急車の20台はトヨタ ハイメディック　1台は道路が狭隘する地区等への出動を考慮し、2B型サイズの高規格救急車 日産 パラメディック NV350(安芸津分署）を配備

  - 救助工作車：3台
    - 東広島消防署(Ⅲ型)、西分署(II型)、竹原消防署(II型) 配備

  - 指揮車：3台
    - 東広島消防署、竹原消防署、大崎上島消防署 配備

  - 指揮統制車：1台
    - 消防局 配備

  - 予防車：1台
    - 消防局 配備

  - 資機材積載車：1台
    - 大崎上島消防署 配備

  - 資機材搬送車：2台
    - 東広島消防署、竹原消防署 配備

  - 人員輸送車：1台
  - 救急普及啓発広報車：1台
  - 査察車：2台
  - 事務連絡車：9台
  - 救急患者輸送艇：1艇
    - 大崎上島町との共同運用